# Симеон (Милюков)
Митрополит Симеон (в миру носил фамилию Милюков или Молюков; ?, Тобольск — 4 января 1699, Смоленск) — митрополит Смоленский и Дорогобужский. Святой Русской православной церкви в лике святителей, память совершается (по юлианскому календарю): 4 января и 10 июня (Собор Сибирских святых).

## Биография
Родился в купеческой семье в Тобольске. О дате его рождения и ранних годах жизни сведений не найдено. Учитывая, что Симеон впоследствии достиг высокого положения и активно принимал участие в государственных делах, можно предположить, что он от природы был наделён дарованиями, которые развил посредством образования. Однако в тот период в Сибири не было ещё правильно организованного школьного дела, поэтому Симеон, скорее всего, получил образование в одном из монастырей, являвшихся очагами просвещения. Не известно, в каком монастыре будущий митрополит принял монашество. По сведениям церковного историка епископа Амвросия (Орнатского) был архимандритом Ростовского Борисоглебского монастыря. Документы позволяют утверждать, что в 1672—1674 годы Симеон был архимандритом Печерского Вознесенского монастыря в Нижнем Новгороде.
14 сентября 1674 года был вызван в Москву и назначен настоятелем Спасо-Андроникова монастыря. Привлёк внимание царя Алексея Михайловича и 9 апреля 1676 года в Успенском соборе Московского Кремля был хиротонисан во епископа Смоленского и Догоробужского с возведением в сан архиепископа.
Смоленщина длительное время находилась под властью поляков, с 1639 года на её территории было прекращено православное богослужение, и все храмы были обращены в католические либо в униатские. Прибыв в епархию, Симеон возобновил службы в существовавщих храмах и начал строительство нового кафедрального собора (строительство было завершено много позже его смерти в 1772 году). Симеон неоднократно бывал в Москве по церковным делам и пользовался царским вниманием. Так, в 1678 году участвовал в соборе по вопросам обрядов в Вербное воскресение, на котором деканонизировали святую схимницу и благоверную княгиню Анну Кашинскую. В 1681 года участвовал в отпевании и погребении архиерейским чином монаха Никона, изверженного из патриаршества и священства, которое возглавил митрополит Корнилий (патриарх Иоаким отказался отпевать монаха Никона по архиерейскому чину и поминать его как патриарха), после погребения Симеон получил в дар от царя драгоценную митру из ризницы бывшего патриарха. 1 сентября того же года был возведён в сан митрополита (первый из смоленских архиереев в этом сане), а 30 сентября в присутствии царя освящал соборный храм Успения Божией Матери во Флорищевой пустыни.
В конце 1681 года был участником Московского собора, на котором вместе с другими участниками просил у царя казней для старообрядцев.
В 1682 году принял участие в хиротонии святителя Митрофана Воронежского.
Внимание царя и возвышение митрополита Симеона вызвало недовольство патриарха Иоакима. После смерти царя Алексея Михайловича вокруг митрополита начали плести интриги. В 1686 году, когда Симеон не дождался венчания на царство царевичей Ивана и Петра, а после похорон царя Фёдора Алексеевича сразу уехал из столицы, этим воспользовались: лишили Симеона сана митрополита и сослали в Троице-Сергиев монастырь. Однако через два года указом патриарха Симеон был возвращён на свою кафедру в прежнем сане.
В 1696 году Симеон, будучи больным, подал прошение об уходе на покой, но поиски ему преемника затянулись, и он скончался 4 января 1699 года на своей кафедре. Святителя Симеона погребли в Троицком монастыре, в 1930-х годах его останки были перенесены на городское кладбище, а 7 марта 1996 года их торжественно перезахоронили в усыпальнице Успенского кафедрального собора Смоленской епархии.